# Juventudes Castellanas Revolucionarias
Juventudes Castellanas Revolucionarias és una organització nacionalista castellana creada a Burgos el 1992 i que el 23 d'abril de 2006 ha adoptat el nom de Yesca. Compta amb diverses assemblees a Castella i Lleó, La Rioja, Madrid i Castella-la Manxa. Les seves accions estan emmarcades en la lluita per l'autodeterminació del poble castellà, el socialisme, la solidaritat internacionalista, el feminisme, la lluita per un habitatge i un treball dignes, l'ecologisme i l'antifeixisme, entre moltes altres causes sociopolítiques. Forma part de la coalició Izquierda Castellana.